# Плохой парень (архетип)

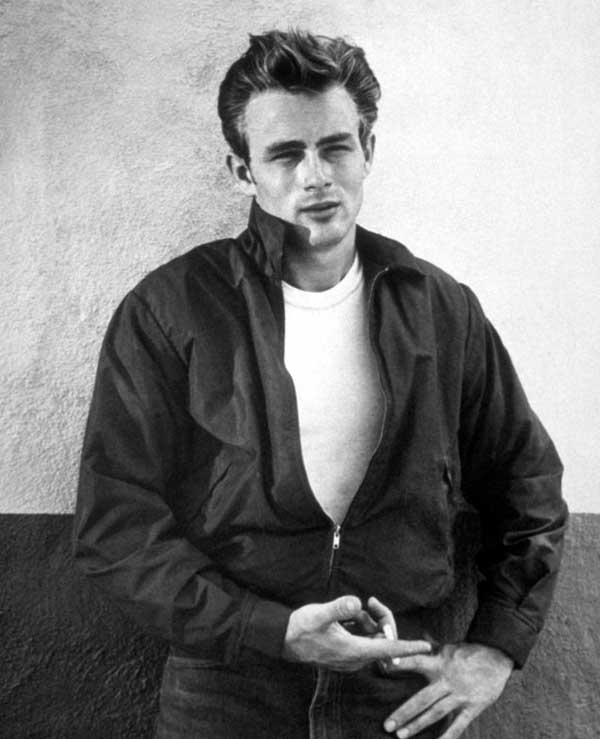
Джим Старк, персонаж Джеймса Дина в «Бунтаре без причины»

Плохой парень, или плохой мальчик (англ. bad boy) — устойчивый персонаж кинофильмов (и некоторых романов) послевоенного времени, разновидность антигероя: юноша или молодой человек, который отвергает традиционные авторитеты и бунтует против устоявшихся моральных ценностей, импульсивно совершая вызывающие или опасные поступки, чем притягивает к себе женщин. Отмечается, что такие персонажи «обычно привносят в историю немало огня, дерзости и эротизма, а также чувство опасности». 
Предшественниками «плохих парней» были неотразимые байронические и демонические герои произведений тёмного романтизма (например, Хитклифф из романа «Грозовой перевал»).

## Художественный образ
«Плохой парень» — главный герой многих антисистемных фильмов 1950-х и особенно 1960-х годов, созданных в русле контркультуры того времени. Например, персонажи Жан-Люка Бельмондо в «На последнем дыхании», Пола Ньюмана в «Хладнокровном Люке» и Джеймса Дина в «Бунтаре без причины» скептичны по отношению к традиционной морали и не принимают сложившуюся социальную иерархию, следуя собственному кодексу чести, который совершенно чужд и не понятен большинству окружающих, особенно старшего поколения. 
Несмотря на сомнительность (а иногда и преступность) поведения «плохих парней», они представлены таким образом, чтобы вызывать сопереживание, а не отторжение зрителя / читателя. В отличие от такого символа интроспективного юношеского бунта, как Холден Колфилд из романа «Над пропастью во ржи», «плохиши» ведут себя довольно агрессивно и при этом пользуются успехом у женского пола.
Термин «плохой парень» представляет собой буквальный перевод с английского языка, хотя для него существуют и русские синонимы (например, «шалопай» и «плохиш»). За пределами публикаций о голливудских фильмах (в частности, в русскоязычной литературоведческой традиции) термин bad boy не употребляется. Например, Остапа Бендера — мошенника, который способен оказывать магнетическое действие на женщин определённого склада (как мадам Грицацуева), — характеризуют как воплощение архетипа трикстера.

## Психологический тип
Термин bad boy довольно часто применяется в англоязычных публикациях и к реальным мужчинам с соответствующими психологическими характеристиками.
При этом «плохому парню» часто противопоставляется «хороший парень». 
Так, в статье газеты The Independent термин bad boy соотносится с мужчинами с «токсичной» комбинацией личностных черт, иногда называемой «тёмной триадой»: нарциссизм, психопатия и склонность манипулировать окружающими. Исследователи пришли к заключению, что такие мужчины обычно имеют большее количество сексуальных связей, чем обычные. Соответственно, англоязычные понятия bad boy, playboy и chad часто являются пересекающимися.
В феминистской критике XXI века обращается внимание, что присущая «плохишам» (например, байкерам и рок-звёздам) напористость (на грани агрессивности), которая делает их столь привлекательными для противоположного пола, со временем легко перерастает в опасную для женщин «маскулинность» и порождает абьюзивные отношения.